# Солнечне (Жарминський район)
Со́лнечне (каз. Солнечное) — село у складі Жарминського району Абайської області Казахстану. Входить до складу Ауезовської селищної адміністрації.
Населення — 93 особи (2021; 216 у 2009, 246 у 1999, 189 у 1989).
Національний склад станом на 1989 рік:
- казахи — 58 %
- росіяни — 35 %